# فرانکلین اسپرینگز (جورجیا)
فرانکلین اسپرینگز، جورجیا (به انگلیسی: Franklin Springs, Georgia) یک شهر در ایالات متحده آمریکا با جمعیت ۹۵۲ نفر است که در جورجیا واقع شده‌است.

## موقعیت جغرافیایی
موقعیت جغرافیایی شهرها و مناطق اطراف به شرح زیر است: